# Murat Jrachov
Murat Petróvich Jrachov –en ruso, Мурат Петрович Храчёв– (Cherkesk, URSS, 25 de julio de 1983) es un deportista ruso que compitió en boxeo. Participó en los Juegos Olímpicos de Atenas 2004, obteniendo una medalla de bronce en el peso ligero.

## Palmarés internacional
| Juegos Olímpicos | Juegos Olímpicos | Juegos Olímpicos  | Juegos Olímpicos |
| Año              | Lugar            | Medalla           | Categoría        |
| ---------------- | ---------------- | ----------------- | ---------------- |
| 2004             | Atenas (Grecia)  | Medalla de bronce | 60 kg            |